# Candelaria Molfese
María Candelaria Molfese (Buenos Aires, 1991. január 3. –) argentin színésznő, énekesnő és műsorvezető.
Legismertebb alakítása Camilla Torres a Violetta című sorozatban. A Soy Luna című sorozatban is szerepelt.

## Fiatalkora
Buenos Airesben született. Négy testvére van. A szülei elváltak. Apja később újraházasodott, és Mexikóvárosban költözött, gyakran meglátogatja és második otthonának tekinti Mexikót.

## Pályafutása
2010-ben szerepet kapott a Juntas y Revueltas című musicalben. 2012 és 2015 között a Violetta című sorozatban szerepelt. 2017 és 2018 között a Soy Luna című sorozatban szerepelt. 2019-ben a La Llamada című musicalben szerepelt.

## Filmográfia

### Filmek
| Év   | Magyar cím           | Eredeti cím            | Szerep         | Magyar hang       |
| ---- | -------------------- | ---------------------- | -------------- | ----------------- |
| 2014 | Violetta – A koncert | Violetta: en Concierto | Camilla Torres | Nemes Takách Kata |

### Televíziós szerepek
| Év        | Magyar cím | Eredeti cím            | Szerep                 | Megjegyzések                                   |
| --------- | ---------- | ---------------------- | ---------------------- | ---------------------------------------------- |
| 2018      |            | #LadoV                 | önmaga                 | műsorvezető                                    |
| 2017–2018 |            | Quiero vivir a tu lado | Natalia Rouco fiatalon | főszereplő                                     |
| 2017–2018 | Soy Luna   | 'Soy Luna              | Ada / Eva              | mellékszereplő magyar hangja Nemes Takách Kata |
| 2016      |            | Alba al Alba           | önmaga                 | 1 epizód                                       |
| 2016–2018 |            | Fans en vivo           | önmaga                 | műsorvezető                                    |
| 2012–2015 | Violetta   | Violetta               | Camilla Torres         | főszereplő magyar hangja Nemes Takách Kata     |